# Cold Hearted
"Cold Hearted" là một bài hát của nghệ sĩ thu âm người Mỹ Paula Abdul nằm trong album phòng thu đầu tay của cô, Forever Your Girl (1989). Được phát hành tại Hoa Kỳ vào ngày 15 tháng 6 năm 1989, nó được phát hành như là đĩa đơn thứ năm trích từ album bởi Virgin Records. Bài hát đã trở thành đĩa đơn thứ ba liên tiếp của Abdul đạt vị trí quán quân trên bảng xếp hạng Billboard Hot 100.
Video ca nhạc của "Cold Hearted" được đạo diễn bởi David Fincher với bối cảnh là một buổi chọn vai, trong đó Abdul trình diễn với những vũ công bán khỏa thân. Nó tiếp tục nhận được những phản ứng tích cực từ các nhà phê bình âm nhạc, trong đó họ đánh giá cao khả năng vũ đạo của nữ ca sĩ trong video.

## Danh sách bài hát
Đĩa 12" tại Mỹ và châu Âu/Đĩa CD tại châu Âu
1. "Cold Hearted" (12" mix mở rộng)- 6:51
2. "Cold Hearted" (House mix) - 6:42
3. "Cold Hearted" (Dubstramental) - 5:43
4. "Cold Hearted" (Percapella) - 3:54
5. "One or the Other" (bản album) - 4:10

Đĩa CD tại Anh quốc
1. "Cold Hearted" (Chad Jackson 7" mix) - 3:51
2. "Cold Hearted" (Chad Jackson mix mở rộng)- 5:43
3. "Cold Hearted" (12" mix mở rộng)- 6:51
4. "Cold Hearted" (7" mix) - 3:35 (không công khai)

## Xếp hạng
| Bảng xếp hạng (1989–90)             | Vị trí cao nhất |
| ----------------------------------- | --------------- |
| Úc (ARIA)                           | 68              |
| Canada Top Singles (RPM)            | 2               |
| Canada Dance (RPM)                  | 1               |
| Pháp (SNEP)                         | 33              |
| Đức (Media Control Charts)          | 38              |
| Hà Lan (Single Top 100)             | 63              |
| New Zealand (Recorded Music NZ)     | 25              |
| Anh Quốc (OCC)                      | 46              |
| Hoa Kỳ Billboard Hot 100            | 1               |
| Hoa Kỳ Dance Club Songs (Billboard) | 19              |

| Bảng xếp hạng (1989)     | Vị trí cao nhất |
| ------------------------ | --------------- |
| Canada Top Singles (RPM) | 13              |
| Canada Dance (RPM)       | 15              |
| US Billboard Hot 100     | 6               |

## Chứng nhận
| Quốc gia                                                                           | Chứng nhận | Số đơn vị/doanh số chứng nhận |
| ---------------------------------------------------------------------------------- | ---------- | ----------------------------- |
| Canada (Music Canada)                                                              | Vàng       | 0^                            |
| Hoa Kỳ (RIAA)                                                                      | Vàng       | 500.000^                      |
| * Chứng nhận dựa theo doanh số tiêu thụ. ^ Chứng nhận dựa theo doanh số nhập hàng. |            |                               |